# أولي مورر
أولي مورر (بالألمانية: Ulrich Maurer)‏ هو لاعب هوكي الجليد ألماني، ولد في 19 يناير 1985 في غارميش-بارتنكيرشن في ألمانيا.

## وصلات خارجية
- أولي مورر على موقع EliteProspects.com (الإنجليزية)
- أولي مورر على موقع Eurohockey.com (الإنجليزية)
- أولي مورر على موقع HockeyDB.com (الإنجليزية)